# بي ام دبليو أر75
For the 1970s 750 cc motorcycles see BMW R75/5, BMW R75/6, or BMW R75/7

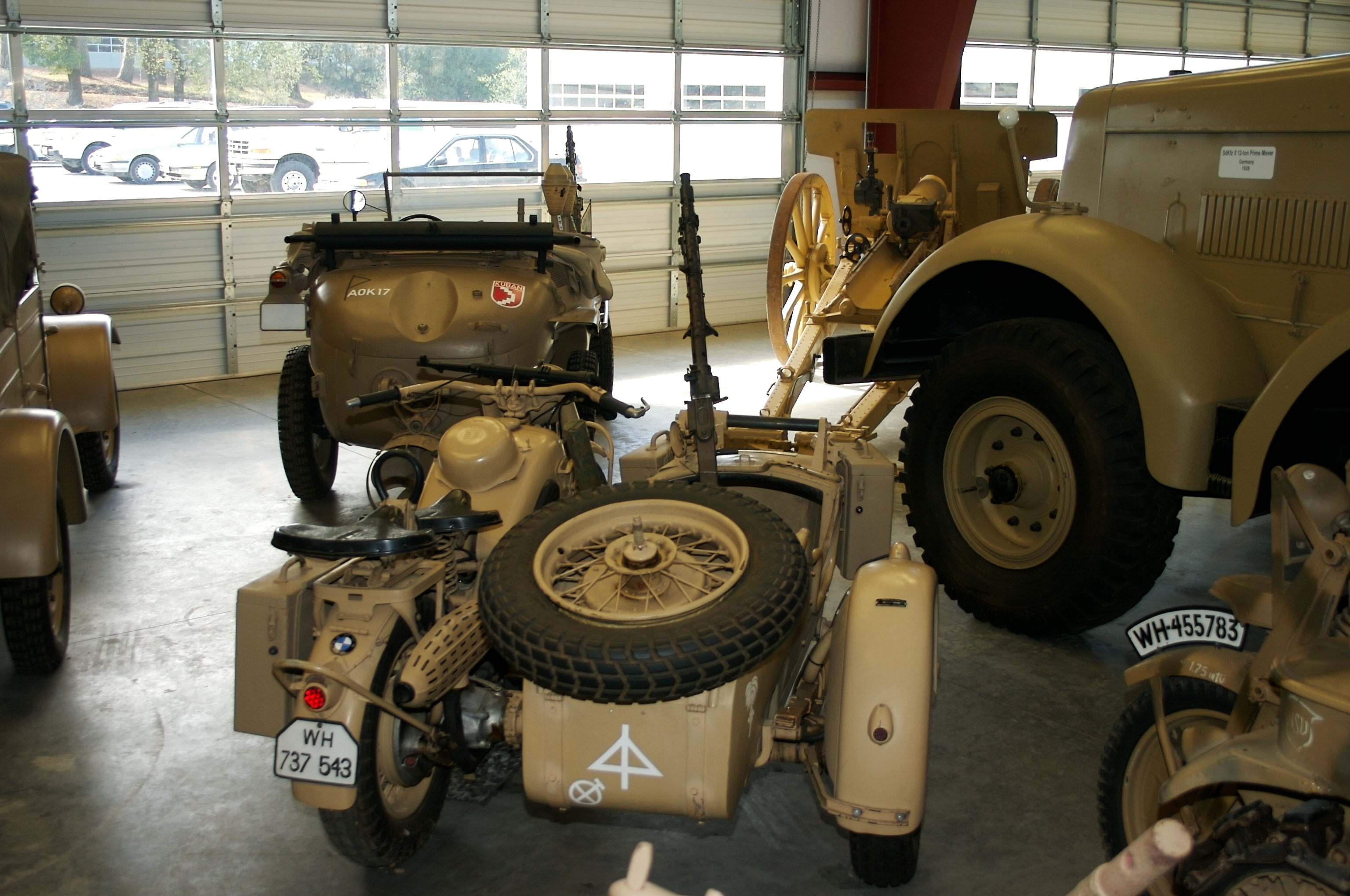
بي ام دبليو أر75

بي ام دبليو أر75 دراجة نارية التي أنتجتها الشركة الألمانية بي إم دبليو خلال الحرب العالمية الثانية. 
في الثلاثينيات من القرن الماضي، كانت بي إم دبليو تنتج عددًا من الدراجات النارية الشهيرة والفعالة للغاية. في عام 1938 بدأ تطوير R75 استجابة لطلب من الجيش الألماني. 
تم تجهيز نماذج ما قبل الإنتاج لـ R75 بواسطة محرك بسعة 750 سي سي، والذي كان يعتمد على محرك R71. ومع ذلك، تبين أنه من الضروري بسرعة تصميم محرك OHV 750 الجديد كليًا لوحدة R75. أثبت محرك OHV هذا لاحقًا أنه الأساس لمحركات بي إم دبليو التوأم اللاحقة للحرب مثل R51 / 3 و R67 و R68. 
تم دفع عجلة السيارة الجانبية الثالثة بمحور متصل بالعجلة الخلفية للدراجة النارية. وقد تم تجهيزها بسلسلة مسننات تفاضلية وقابلة للتحديد على الطرق الوعرة والطرقات الوعرة يمكن من خلالها عمل التروس الأربعة والعكسية. هذا جعل R75 قابل للمناورة بدرجة عالية وقادرًا على السير على معظم الأسطح. قدم عدد قليل من مصنعي الدراجات النارية الأخرى، مثل FN وNorton، محركًا اختياريًا للسيارات المسحوبة. 